# Векторно подпространство
В математиката, векторно подпространство е векторно пространство, което е подмножество на по-голямо векторно пространство.
Нека V е подпространство над тялото T. Ако W е подмножество на V, за което линейната комбинация на някакви вектори от W също е от W, то W е подпостранство на V.
Критерий за това дали едно подмножество W на V е подпространство, е:
- ако {\displaystyle X\in \mathbf {F} }, то за всяко {\displaystyle t\in \mathbf {T} } векторът {\displaystyle tX\in \mathbf {F} }.
- ако {\displaystyle X,Y\in \mathbf {F} }, то {\displaystyle X+Y\in \mathbf {F} }.
Очевидно за произволно подмножество {\displaystyle \mathbf {A} \subset \mathbf {V} } линейната му обвивка {\displaystyle l(\mathbf {A} )} ще е векторно подпостранство на V. {\displaystyle l(\mathbf {A} )=\mathbf {A} } тогава и само тогава когато {\displaystyle \mathbf {A} } е подпостранство на {\displaystyle \mathbf {V} }.
Примери:
Приемри за подпостранства са самото V и {\displaystyle \{\mathbf {0} \}}. Нетривиално подпостранство е множеството {\displaystyle \mathbb {R} ^{n+1}[x]} от всевъзможните полиноми от степен по-малка или равна на {\displaystyle n} с коефициенти от {\displaystyle \mathbb {R} } спрямо векторното пространство от всички полиноми {\displaystyle \mathbb {R} [x]} над полето {\displaystyle \mathbb {R} }.